# Min tomme er lom
|  | Denne artikel er oprettet af botten PalnaBot ud fra en ekstern database. Den kan derfor have sproglige fejl eller mangler. Denne skabelon kan fjernes efter kontrol af indholdet. |

Min tomme er lom er en film instrueret af Tine Uhrup Poulsen.

## Handling
Om landevejens vagabonder. Filmen viser billeder fra vagabondernes hverdag, om det at være én af dem, der går på vejen. Ikke nødvendigvis årets 365 dage. Hvordan de skaffer sig livets nødvendigheder som mad, drikke, sovesteder, transport osv. Men også en del om, hvordan de lever, som de gør. En lille gruppe, der holder fast i 'gamle' normer for at kunne overleve.